# Philippe Strozzi l'Ancien
Pour les autres membres de la famille, voir Famille Strozzi.
Philippe Strozzi dit l'Ancien (4 juillet 1428 - 14 mai 1491) fut un banquier et homme d'État italien. Il fut un membre de la riche famille Strozzi de Florence.

## Biographie
Philippe Strozzi est le fils de Matteo Strozzi et Alessandra Macinghi Strozzi.
Il fut banni de Florence en raison de l'opposition entre la Maison de Médicis et la famille Strozzi, les deux principales familles fortunées de cette ville. Il résida avec toute sa famille à Naples, où il a acquis un statut et une renommée de banquier.
Quand il retourne à Florence il fait construire par Benedetto da Majano le fameux palais de Strozzi, mais il est mort avant l'achèvement des travaux, en 1534. Il fait aussi construire par Majano, la construction d'une chapelle remarquable dans l'église de Santa Maria Novella. Le palais familial sera achevé en 1502.
Il s'est marié deux fois.
- avec Fiammetta (1466), qui lui donna cinq enfants :
  - Maria
  - Fiammetta
  - Giambattista (1484)
  - Alphonse (1534)
  - Alessandro (1471-1473)

- avec Salvaggia Gianfigliazzi (1477), qui lui donna quatre enfants :
  - Lorenzo (1482-1549), fondateur de la lignée des princes de Forano.
  - Giambattista Strozzi (d. 1538), le mari de Clarice de Médicis, plus connu comme Philippe Strozzi le Jeune.
  - Lucrèce (1486)
  - Caterina

## Dans les arts

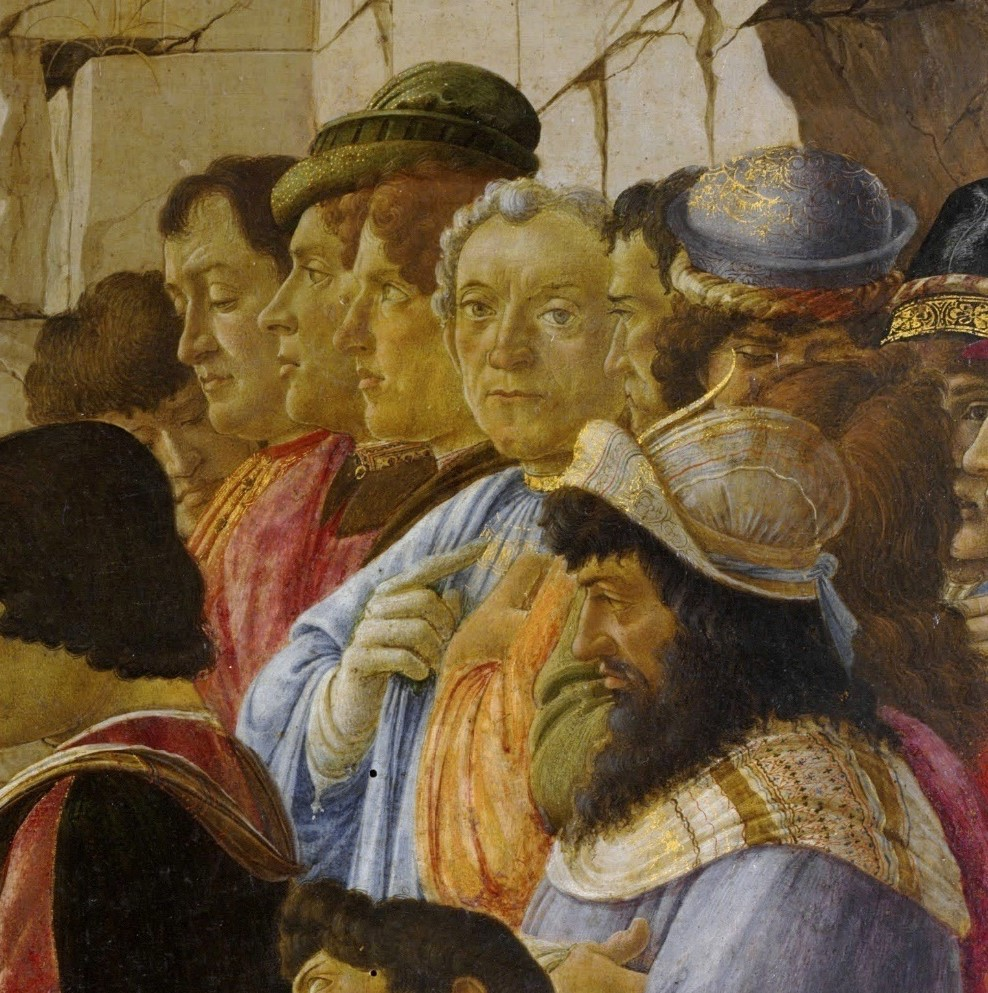
Philippe Strozzi l'Ancien, au centre de l'image, regarde le spectateur. Détail de L'Adoration des mages, par Sandro Botticelli, v. 1475.

Philippe Strozzi l'Ancien apparaît dans un tableau de Botticelli, L'Adoration des mages, aux côtés d'autres personnages de la Maison de Médicis.
Un buste de Philippe Strozzi a également été sculpté par Benedetto da Majano. L’œuvre est conservée par le Musée du Louvre (RF289).